# Vrouwenboksen

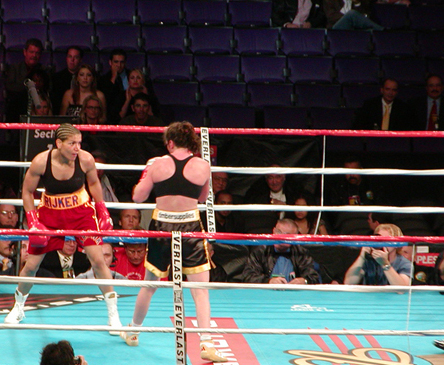
Lucia Rijker (links) tegen Jane Couch (rechts), 21 juni 2003.

Vrouwenboksen is, zoals de naam al aangeeft, een variant van de sport boksen speciaal voor vrouwen. 
Vrouwenboksen werd voor het eerst gezien op de Olympische Zomerspelen 1904 als een demonstratiesport. Het bleef echter een verboden sport in de meeste landen gedurende het grootste gedeelte van de 20e eeuw. De Zweedse boksbond speelde uiteindelijk een belangrijke rol in een hernieuwde belangstelling voor het vrouwenboksen door in 1988 partijen voor vrouwen te sanctioneren. De Britse boksbond volgde dit initiatief door in 1997 ook bokswedstrijden voor vrouwen te sanctioneren. 
De AIBA heeft aan het eind van de 20ste eeuw de regels voor het vrouwenboksen vastgesteld, waarna in 1999 het eerste Europese Kampioenschap Vrouwenboksen werd georganiseerd en in 2001 de eerste Wereldkampioenschappen. Het duurde echter nog enkele jaren voordat vrouwenboksen op de Olympisch kalender verscheen. Op 14 augustus 2009 kondigde het uitvoerend bestuur van het IOC aan, tot verrassing van sommige kenners, dat vrouwenboksen als onderdeel zou worden toegevoegd van de Olympische Spelen van 2012 in Londen. 
Alhoewel vrouwen in vele landen al professioneel boksten, weigerde de B.B.B.C. in het Verenigd Koninkrijk tot 1998 licenties te geven aan vrouwen. De ontwikkeling van het vrouwenboksen was echter niet meer te stoppen en tegen het eind van de twintigste eeuw hadden zij 5 licenties uitgereikt. De eerst gesanctioneerde partij in het Verenigd Koninkrijk vond plaats in november 1998 in Londen, tussen Jane Couch en Simona Lukic.
In vergelijking met het mannenboksen was het vrouwenboksen echter niet bijzonder populair en kreeg het relatief weinig aandacht. Een reden hiervoor was dat de maatschappij in die tijd nog een duidelijke onderverdeling maakte naar zogenaamde ‘mannenberoepen’ en ‘vrouwenberoepen’. Een andere verklaring was dat men lage verwachtingen had van het niveau van het vrouwenboksen.
Opmerkelijk is dat in de jaren 70 een vrouwelijke bokser uit het noordwesten van de Verenigde Staten grote populariteit genoot. Haar naam was Cathy ‘Cat’ Davis en enkele van haar gevechten werden op tv uitgezonden. Tot op de dag van vandaag is zij de enige vrouwelijke bokser die op de omslag van Ring Magazine heeft gestaan. In de jaren 80 werden de gezusters Dora en Cora Webber uit Californië wereldkampioen wat tot hernieuwde aandacht voor vrouwenboksen leidde. Zij stonden bekend om hun verwoestende stoten en fenomenale incasseringsvermogen.
Op 16 april 1992 won Gail Grandchamp, na acht jaar juridische strijd, haar strijd om bokser te zijn. Op die dag besloot een rechter dat het illegaal was om iemand het recht te ontnemen om bokser te zijn, gebaseerd op geslacht. Tijdens haar strijd om het recht te hebben om als amateurbokser te vechten, passeerde zij echter de leeftijd van 36 jaar, de maximale leeftijd om als amateur wedstrijden te boksen. Ondanks dat zij wist dat het haar niet meer zou helpen om als amateur te boksen, zette Gail haar strijd voort en bokste uiteindelijk een tijd als professional.
Maar de echte hausse in het vrouwenboksen kwam in de jaren 90. Boksers als Stepahnie Jaramillo Delia ‘Chikita’ Gonzalez, Laura Serano, Christy Martin, Deidre Gogarty, Laila Ali, Jackie Frazier-Lyde, Ada Velez, Ivonne Caples, Bonnie Canino, Sumya Anani en natuurlijk Lucia Rijker braken door en werden allen wereldkampioen. 

## Europese kampioenschap vrouwenboksen 2011
In oktober 2011 werden de Europese kampioenschappen vrouwenboksen in Rotterdam gehouden.